# Khushal Khattak
Khushal Khattak, né en mai 1613 à Akora Khattak dans l'empire moghol et mort le 19 février 1691 à Tirah dans l'empire moghol, est un poète en langue pachtoune du XVIIe siècle, également chef de la tribu Khattak.

## Biographie
Khushal Khattak naît à Akora Khattak dans l'empire moghol en mai 1613.
Il écrit sur de nombreux sujets (la religion, l'histoire, le droit ...) et est particulièrement connu en tant que poète en langue pachtoune.
Il est chef de la tribu Khattak (en).
Il est prisonnier d'Aurangzeb en Inde durant de nombreuses années.
Il meurt à Tirah dans l'empire moghol le 19 février 1691.
Il prend une place notoire dans le sentiment national de l'Afghanistan au XXe siècle.